# Рогге, Бернхард
Бернхард Рогге (нем. Bernhard Rogge; 4 ноября 1899, Шлезвиг − 29 июня 1982, Райнбек) — немецкий военно-морской деятель, вице-адмирал (1 марта 1945). В 1915 году вступил в ВМФ. Участник Первой мировой войны, ходил на крейсере. После демобилизации оставлен на флоте. С 1936 командовал учебным судном «Горх Фок», а с февраля 1938 года — «Альберт Лео Шлагетер».
С декабря 1939 назначен командиром вспомогательного крейсера «Атлантис», руководил его переоборудованием. С 31 марта 1940 вёл торговую войну на коммуникациях союзников в Южной Атлантике, в Тихом и Индийском океанах. До гибели «Атлантис» под командованием Рогге захватил или потопил 22 торговых судна союзников и нейтральных стран общим водоизмещением 145 698 тонн. 22 ноября 1941 года в Южной Атлантике во время дозаправки подводной лодки U-126 «Атлантис» был замечен английским крейсером «Девоншир», атакован и через некоторое время затонул. Рогге в этом бою так и не отдал приказа ответить на огонь «Девоншира», до последнего момента настаивая на сохранении маскировки. 31 декабря 1941 года награждён Рыцарским крестом Железного креста и специально учреждённым лично для него Военным знаком вспомогательного крейсера с бриллиантами. В 1942—43 начальник штаба инспектора военно-морских учебных заведений. С 1943 инспектор военно-морских учебных заведений. С сентября 1944 — командующий учебным соединением флота. В марте 1945 Рогге был назначен командиром боевой группы кораблей в Балтийском море.
После войны принимал активное участие в создании флота ФРГ. В 1957—62 контр-адмирал, командующий 1-м округом (Киль) и командующий Шлезвиг-Гольштейнской зоной НАТО. В марте 1962 вышел в отставку.

## Фильмография
- Под десятью флагами/Sotto dieci bandiere/Under ten flags (1960) (Италия, США)